# Amaranthus dubius
Amaranthus dubius är en amarantväxtart som beskrevs av Carl Friedrich Philipp von Martius. Amaranthus dubius ingår i släktet amaranter, och familjen amarantväxter. Inga underarter finns listade i Catalogue of Life.

## Bildgalleri

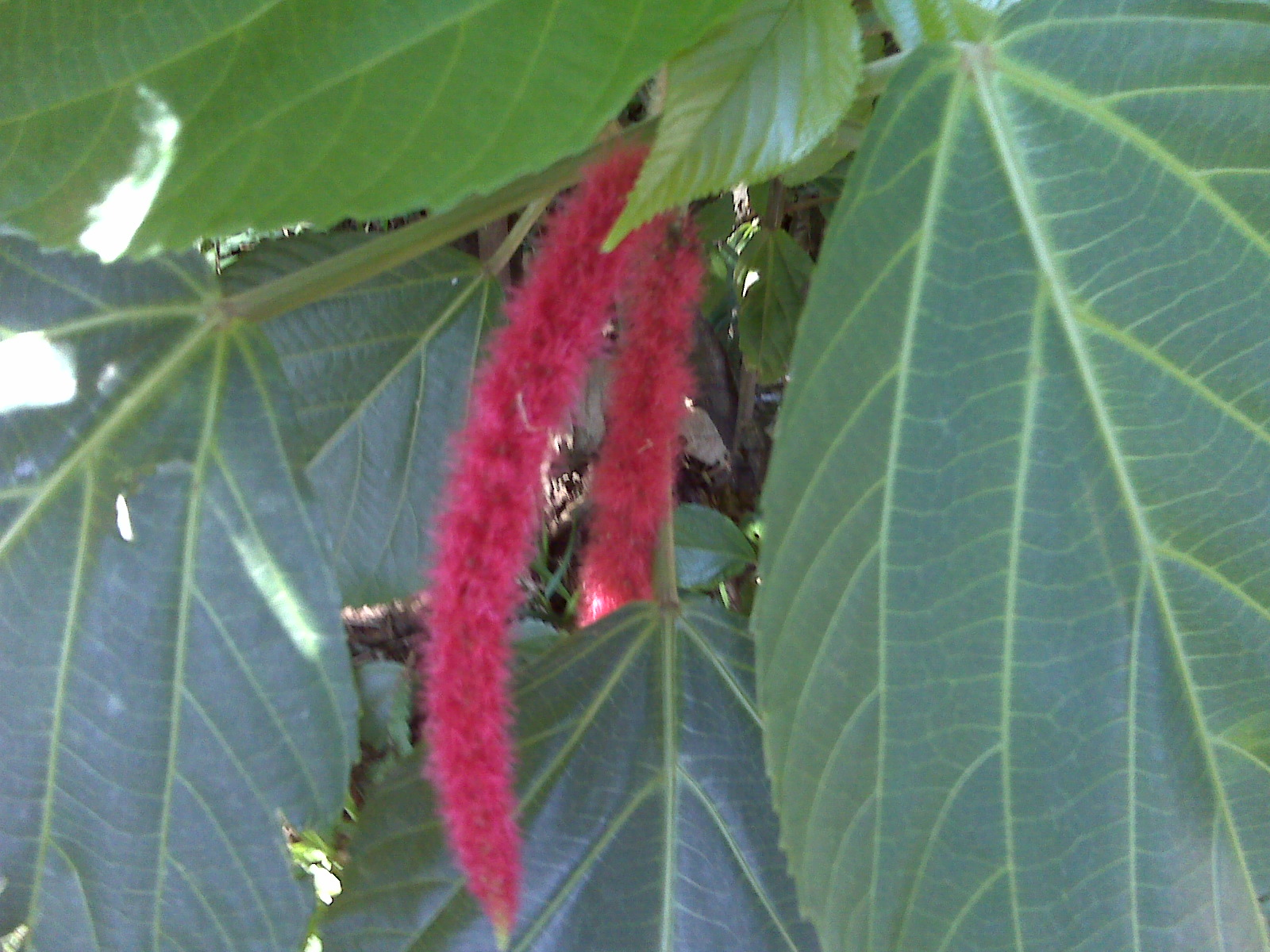
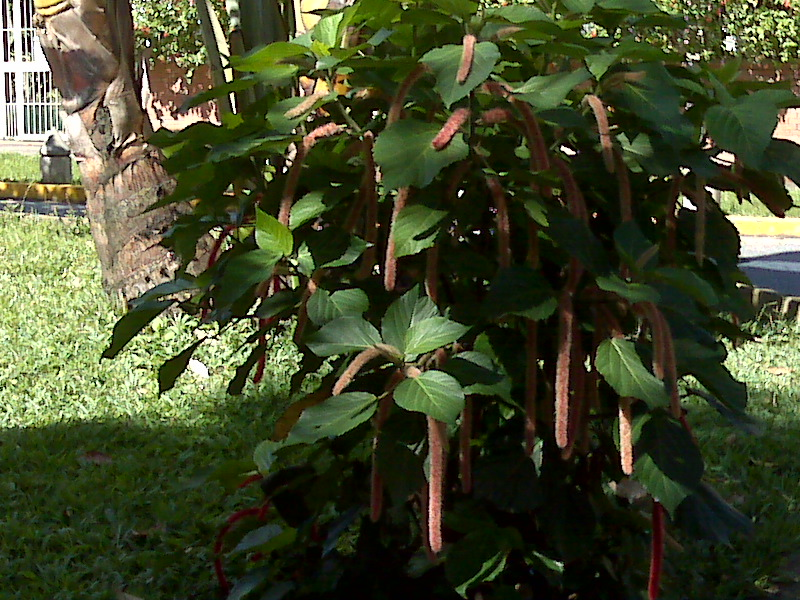
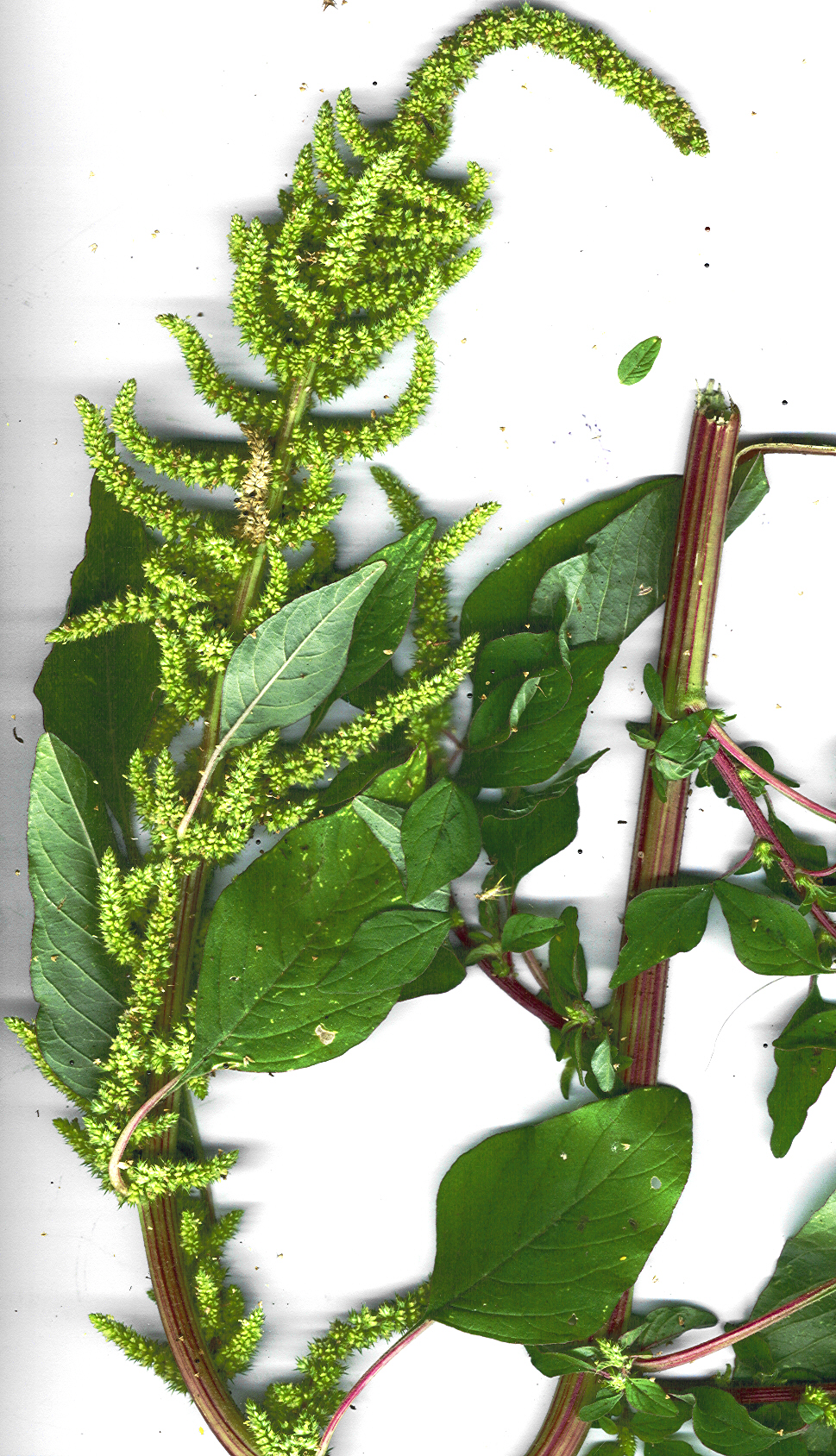
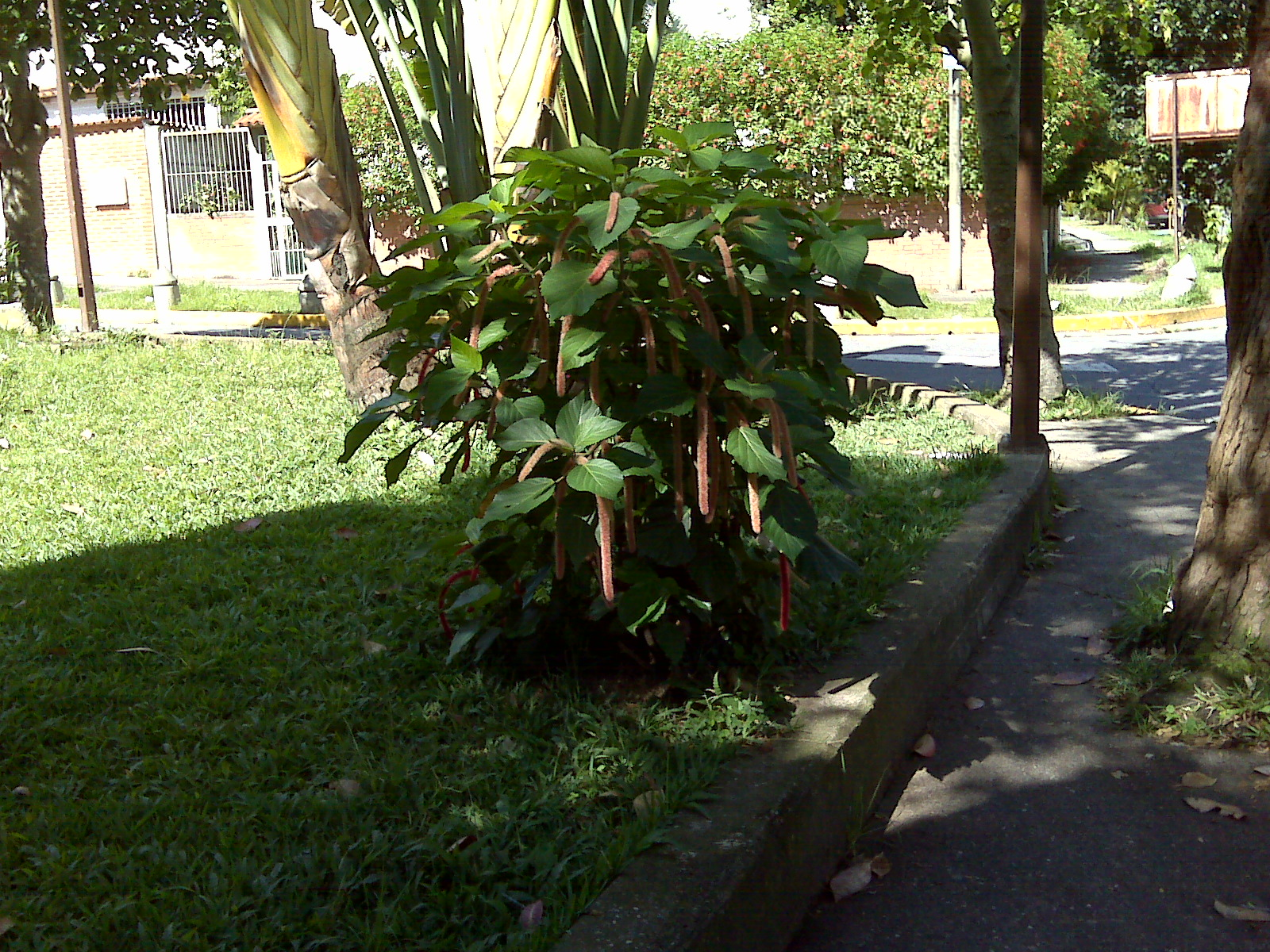
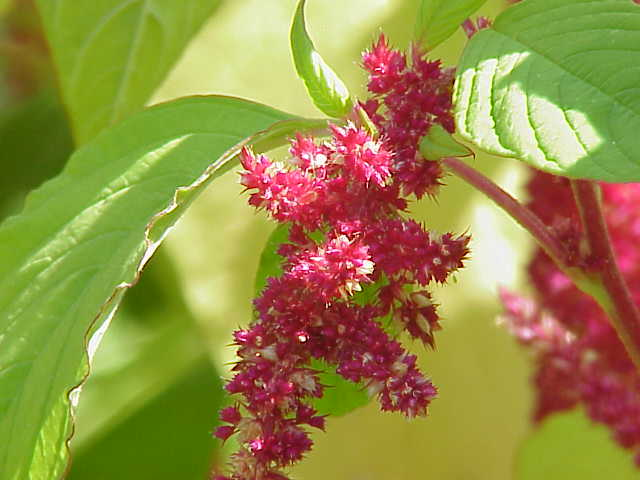